# Предпонятие
Предпонятие — термин, введённый Ж. Пиаже для обозначения примитивных понятий, используемых ребёнком на дооперациональной стадии когнитивного развития.
Предпонятия образны и конкретны; не относятся ни к индивидуальным объектам, ни к классам вещей. Предпонятие не обозначает объект, независимый от пространственного и временного контекста, в котором он дан; объект в новом контексте может утратить имя (предпонятие), которое к нему относилось. При этом сходные члены одного класса не рассматриваются как таковые, ребёнок может относиться к ним как к одной и той же вещи, «имеющей свойства наполовину индивидуальные, наполовину родовые».
Предпонятия связываются друг с другом посредством трансдуктивного рассуждения, представляющего собой переход от частного к частному (в отличие от дедукции и индукции). В таком рассуждении между звеньями цепи рассуждения устанавливаются ассоциативные связи, а не логические или физические (причинно-следственные) связи.